# سید حسین علی
دکتر سید حسین علی (به انگلیسی: Syed Husin Ali) یک فرد دانشگاهی و سیاستمدار بازنشسته است که به عنوان رئیس حزب جناح چپ (سوسیالیست) خلق مالزی خدمت کرده است. او همچنین یک زندانی سیاسی برجسته است که از سال ۱۹۷۴ تا ۱۹۸۰، به مدت شش سال بدون محاکمه بر اساس قانون امنیت داخلی در بازداشت بود بعد از اینکه حزب عدالت خلق، از ادغام حزب خلق مالزی با حزب عدالت ملی، شکل گرفت او از سال ۲۰۰۳ تا ۲۰۱۰ سمت معاون رئیس حزب جدید را بر عهده داشت. او همچنین از سال ۲۰۰۹ تا ۲۰۱۵، دو دوره در مجلس سنای مالزی (دوان نگارا) خدمت کرد

## زندگی شخصی
او با صابریه عبدالله ازدواج کرد که در سال ۲۰۱۳ درگذشت.
این زوج سه فرزند دارند. پسر او محمد علی سید حسین یک فرد دانشگاهی است  که در موسسه تحقیقات دریایی برونئو، دانشگاه مالزی صباح به فعالیت مشغول است.

## کتاب شناسی
در ذیل برخی از کتابهایی که او نویسندگی آنها را برعهده داشت، ذکر شده است.
- علی, سید حسین (۲۰۱۸). تاریخ مردم مالزی، A People's History Of Malaysia. ISBN 9789672165101.
- علی, سید حسین (۲۰۱۳). حاکمان مالایی: پسرفت یا پیشرفت؟، The Malay Rulers:Regression or Reform?. ISBN 9789675832949.
- علی, سید حسین (۲۰۱۲). خاطرات یک مبارزه سیاسی، Memoirs Of A Political Struggle. ISBN 9789675832499.
- علی, سید حسین (۲۰۰۸). روابط قومیتی در مالزی: هارمونی و ضدیت، Ethnic Relations In Malaysia: Harmony And Conflict. ISBN 9789833782598.
- علی, سید حسین (۲۰۰۸). دو چهره: بازداشت بدون محاکمه، Two Faces: Detention Without Trial (ویرایش دوباره ed.). ISBN 9789833782574.
- علی, سید حسین (۲۰۰۸). مالایی ها: مشکلات و آینده، The Malays: Their Problems And Future. ISBN 9789839541625.